# Rotten Apple
Rotten Apple è il secondo album solista del rapper Lloyd Banks.

## Lista tracce
| #  | Titolo                            | Produttore(i)                                                             | in collaborazione con                   | durata |
| -- | --------------------------------- | ------------------------------------------------------------------------- | --------------------------------------- | ------ |
| 1  | "Rotten Apple"                    | Havoc Sha Money XL (co-produttore)                                        | 50 Cent & Prodigy                       | 4:26   |
| 2  | "Survival"                        | Young RJ                                                                  |                                         | 3:47   |
| 3  | "Playboy 2"                       | Ron Browz                                                                 |                                         | 3:44   |
| 4  | "The Cake"                        | The 10                                                                    | 50 Cent                                 | 2:46   |
| 5  | "Make a Move"                     | Midi Mafia                                                                |                                         | 4:46   |
| 6  | "Hands Up"                        | Eminem Dangerous LLC (co-produttore) Bang Out (co-produttore)             | 50 Cent                                 | 4:01   |
| 7  | "Help"                            | Ron Browz Sha Money XL (co-produttore)                                    | Keri Hilson                             | 3:54   |
| 8  | "Addicted"                        | Daniel Jones Jermaine Mobley (co-produttore) Sha Money XL (co-produttore) | Musiq Soulchild                         | 3:00   |
| 9  | "You Know The Deal (Dollar Bill)" | Product & Whitton                                                         | Rakim                                   | 4:05   |
| 10 | "Get Clapped"                     | Needlz                                                                    | Mobb Deep                               | 5:01   |
| 11 | "Stranger"                        | Nick Speed                                                                |                                         | 3:10   |
| 12 | "Change"                          | Prince & Machavelli                                                       |                                         | 3:35   |
| 13 | "NY NY"                           | Eminem Luis Resto (co-produttore)                                         | Tony Yayo                               | 3:29   |
| 14 | "One Night Stand"                 | 9th Wonder                                                                | Keon Bryce (non inserito tra i crediti) | 3:57   |
| 15 | "Iceman"                          | Dave Morris                                                               | Young Buck, Scarface & 8Ball            | 5:28   |
| 16 | "Gilmore's"                       | Richard "Younglord" Frierson per The Hitmen                               |                                         | 2:51   |
| 17 | "Life"                            | Chad Beatz                                                                | Spider Loc & Marsha Ambrosius           | 4:21   |